# Міхрумах Султан
Міхрумах Ханим Султан (1547— 1602) — османська принцеса. Дочка шехзаде Баязида і Фатьми Султан, внучка султана Сулеймана I.

## Біографія
Народилася в 1547 році в Кютахії. Названа в честь своєї тітки Міхрімах султан.
В 1561 році її батько Шехзаде Баязид підняв бунт проти брата Селіма. Шехзаде Баязид та ще п'ять братів Міхрумах були задушені. В цьому ж році її видали заміж за Дамат Музаффера Пашу. Померла в 1602 році.

### Діти
- Мехмед бей (1563—1621)
- Мурад бей (1566—1618)
- Хатідже султан (1568—1630)